# Municipio de Seville
El municipio de Seville (en inglés: Seville Township) es un municipio ubicado en el condado de Gratiot en el estado estadounidense de Míchigan. En el año 2010 tenía una población de 2173 habitantes y una densidad poblacional de 23,36 personas por km².

## Geografía
El municipio de Seville se encuentra ubicado en las coordenadas 43°25′6″N 84°46′35″O / 43.41833, -84.77639. Según la Oficina del Censo de los Estados Unidos, el municipio tiene una superficie total de 93.02 km², de la cual 92,04 km² corresponden a tierra firme y (1,05 %) 0,98 km² es agua.

## Demografía
Según el censo de 2010, había 2173 personas residiendo en el municipio de Seville. La densidad de población era de 23,36 hab./km². De los 2173 habitantes, el municipio de Seville estaba compuesto por el 98,02 % blancos, el 0,05 % eran afroamericanos, el 0,23 % eran amerindios, el 0,51 % eran de otras razas y el 1,2 % eran de una mezcla de razas. Del total de la población el 3,04 % eran hispanos o latinos de cualquier raza.